# Storia della pedagogia

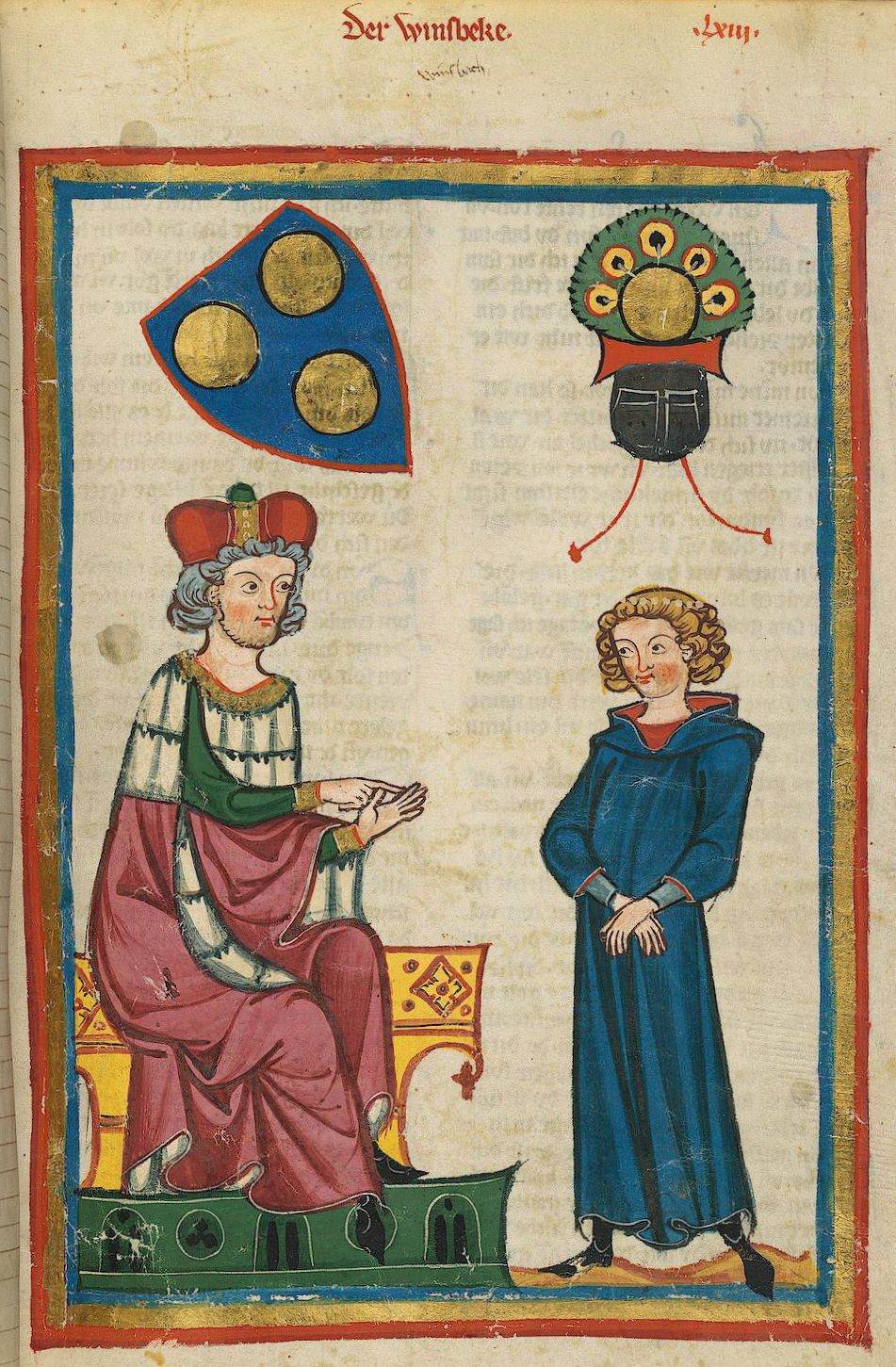
Un padre insegna a suo figlio le virtù cavalleresche, dal poema didattico Winsbeke del codice medievale manessiano (folio 213 retro)

La storia della pedagogia può riguardare due piani significativamente diversi tra loro: quello della "pratica educativa" e quello della riflessione teorica su quest'ultima.
Essa inoltre va distinta dalla storia dell'istruzione, la quale tratta delle istituzioni scolastiche (legislazioni, organizzazione, personale, corporazioni e sindacati etc.). Recentemente, si è anche in parte trasformata in storia dell'educazione, che tratta dei sistemi educativi in generale, e quindi anche di quelli sviluppatisi al di fuori dell'ambito scolastico, come la famiglia, gli scout, le associazioni sia laiche sia religiose, etc.

## Le origini della pedagogia
Fin dalla sua prima e remota comparsa sulla terra, l'uomo, appena ha riconosciuto nel nuovo nato un essere destinato a crescere ed a somigliargli, ha messo in atto delle procedure educative, trasmettendogli l'abitudine e la capacità di affrontare le situazioni e di sopravvivere. Le prime forme di apprendimento si basavano presumibilmente sull'imitazione e l'emulazione degli antenati più valorosi, mentre successivamente sarebbero subentrate conoscenze più autonome basate sul metodo dei tentativi ed errori. Certamente, la pratica educativa è cambiata nel tempo, e si è affinata adattandosi anche alle mutate situazioni storiche.

## Pedagogia classica

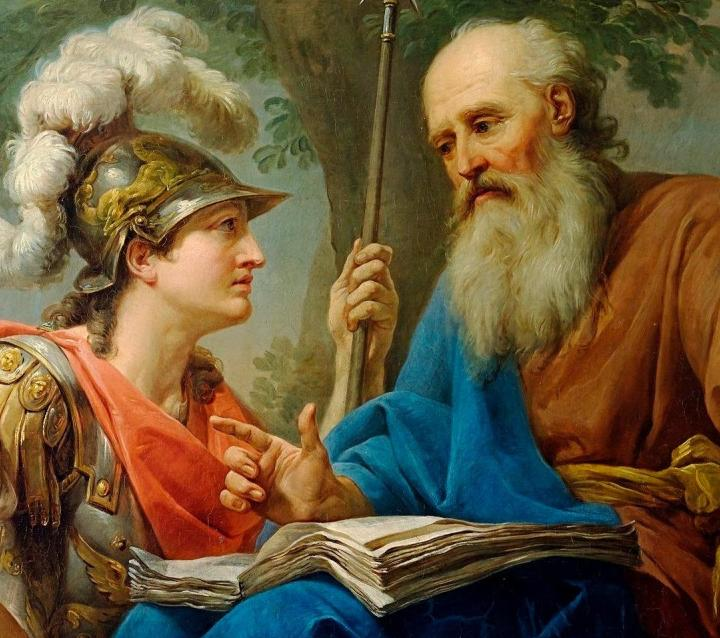
Socrate istruisce Alcibiade, opera di Marcello Bacciarelli (1776)

Nel periodo più arcaico della Grecia antica, la questione della formazione umana, sorta prevalentemente in un contesto aristocratico, trasse dai poemi omerici le sue prime ispirazioni, in particolare dai modelli offerti dagli eroi Achille e Odisseo.
In seguito giunse progressivamente a maturazione l'ideale della paideia con l'enfatizzazione delle virtù del cittadino, quali l'obbedienza alle leggi e la dedizione alla vita collettiva della polis, nella quale l'individuo poteva approdare a quella realizzazione e perfezionamento di sé conosciute come kalokagathia (propriamente «bellezza e bontà»), fatta cioè di qualità sia esteriori che interiori, mirante a fare di lui un essere umano nel senso più autentico della parola.
Dal V secolo a.C. Socrate, con la sua maieutica, vede il lavoro dell'educatore simile a quello della levatrice: il suo compito è solo quello di tirar fuori la conoscenza insita nelle persone, tramite una serie di domande che indurranno l'interlocutore a cercare una risposta. Questo sarebbe stato possibile in quanto, secondo Socrate e il suo discepolo Platone, l'anima già preesisteva alla sua venuta al mondo, avendo appreso nel cielo iperuranio quella sapienza, successivamente caduta nell'oblio al momento della nascita, che era compito dell'educatore risvegliare. 
Platone affronta in uno dei suoi dialoghi il problema di come avvenga tale apprendimento, che consiste essenzialmente in una reminiscenza, dando avvio ad un filone di studi composto da una lunghissima e fitta schiera di pensatori che ha discusso sull'essenza della pedagogia, sui suoi metodi e sui fini che dovrebbe proporsi.
Presso i Romani l'ideale greco della paideia si identificò con quello latino di humanitas, ad esempio in Aulo Gellio, Marco Terenzio Varrone,, e Marco Tullio Cicerone, per essere portata avanti dai primi Padri della Chiesa, come Clemente di Alessandria, Origene o Gregorio di Nissa, che l'armonizzarono con i fondamenti della nascente teologia cristiana.

## Pedagogia medievale

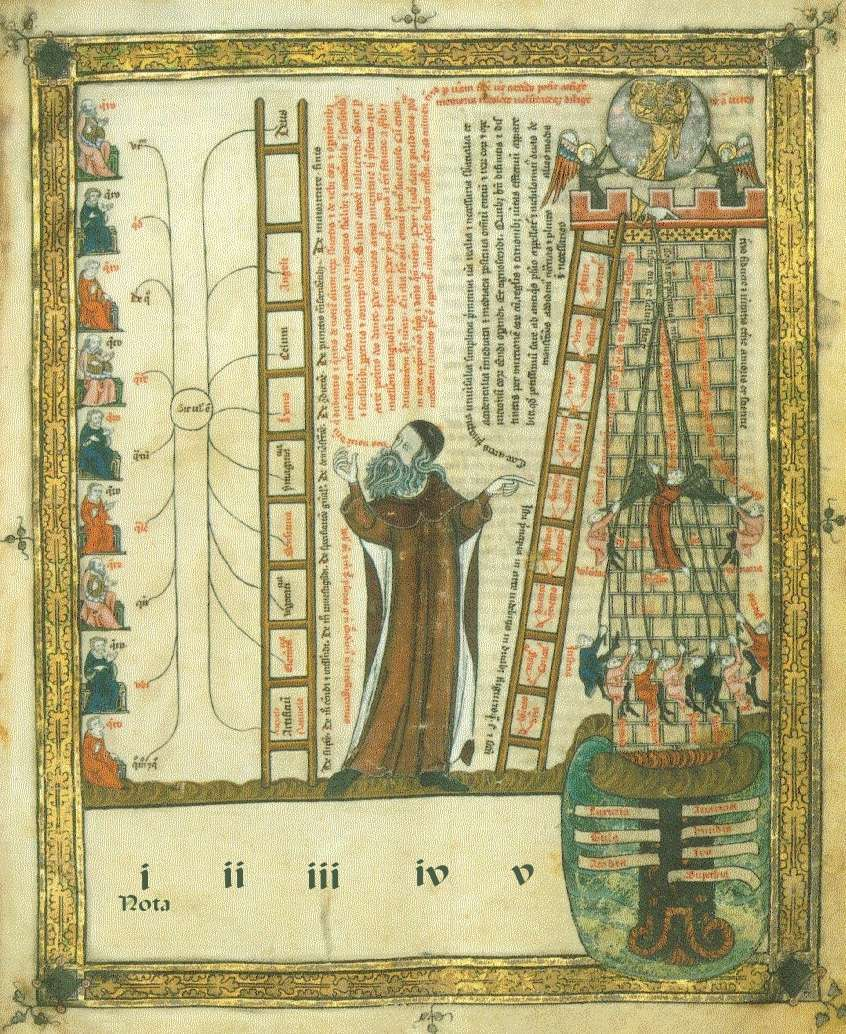
Raimondo Lullo in un manoscritto (c.1321).

Per tutto il Medioevo restò vivo l'ideale di formare integralmente una persona completa, retta e ben inserita nella società, dando luogo a numerosi trattati per ampliare la conoscenza sull'uomo, sulla natura e su Dio. Questo desiderio di universalità fu alla base di un'educazione scolastica di alto livello, basata sulle autorità classiche, e consacrata nella formula del trivio e del quadrivio, che pose le basi per la nascita e il consolidamento del sistema universitario.
Raimondo Lullo (1235-1315) scrisse La dottrina puerile (Doctrina pueril) (1274-1276), il primo manuale conosciuto di istruzione dei bambini scritto in una lingua romanza. La sua pedagogia era tesa a provvedere i mezzi per conseguire la salvezza spirituale e, insieme, la cristianizzazione degli infedeli. Formulò anche i principi di un insegnamento intuitivo e analogico, raccomandò che la lingua nativa si insegnasse prima della lingua latina, e che fossero docenti stranieri a insegnare le loro rispettive lingue.

## Pedagogia moderna

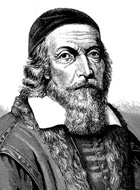
Comenio, padre della pedagogia moderna.

Con l'età moderna permase l'interesse degli umanisti rinascimentali a modellare l'uomo universale, facendo del discepolo quasi come un'opera d'arte.
Il XV secolo vede un radicale rinnovamento culturale che gravita intorno a tre istituzioni principali (arti liberali, cancellerie e corti) in cui l’educazione non attinge più dagli antichi testi medievali ma dai classici in lingua originale. Con l’avvento dell’Umanesimo si affermano gli studia humanitatis nell’ambito delle arti, come grammatica, retorica e dialettica, diffondendo l’uso dei grandi testi greci. Dove la tradizione universitaria è più antica, come a Bologna e a Padova, la penetrazione della nuova cultura è più faticosa rispetto a città come Firenze o Ferrara. A Firenze in particolare l’umanesimo entra nello Studio con una cattedra nuova, di greco; ed è attraverso il greco e la letteratura dei greci che vi domina.
Nel XV secolo spicca, in particolare, la figura di Vittorino da Feltre. Filologo insigne, convinto del valore del greco e della cultura greca, fu il Guarino, di grande rilievo nella sua scuola è l’apertura non solo ai figli di grandi famiglie, ma anche a giovani modesti che diventeranno a loro volta maestri o funzionari pubblici o faranno carriera ecclesiastica. L’Università è scuola volta a preparare specialisti: medici, giuristi, teologi. Tutta questa educazione imperniata sugli studia humanitatis è collegata al concetto di cittadino che caratterizza i secoli fra il Quattrocento e il Seicento, in cui l’uomo, si ama ripetere con Aristotele e con Cicerone, è essere politico, nato non per sé, ma per la patria e per il bene comune, per la res publica. La scuola deve quindi prepararlo, innanzitutto, ad assolvere questo compito.
Nel XVII secolo si afferma il pensiero pedagogico di Comenio, padre della pedagogia moderna , autore della Didactica magna (1657), e del libro di testo per bambini Orbis pictus (1658), di John Locke, autore dei pensieri sull'educazione (1693) e di Fénelon, autore del romanzo di formazione Le avventure di Telemaco (1699)

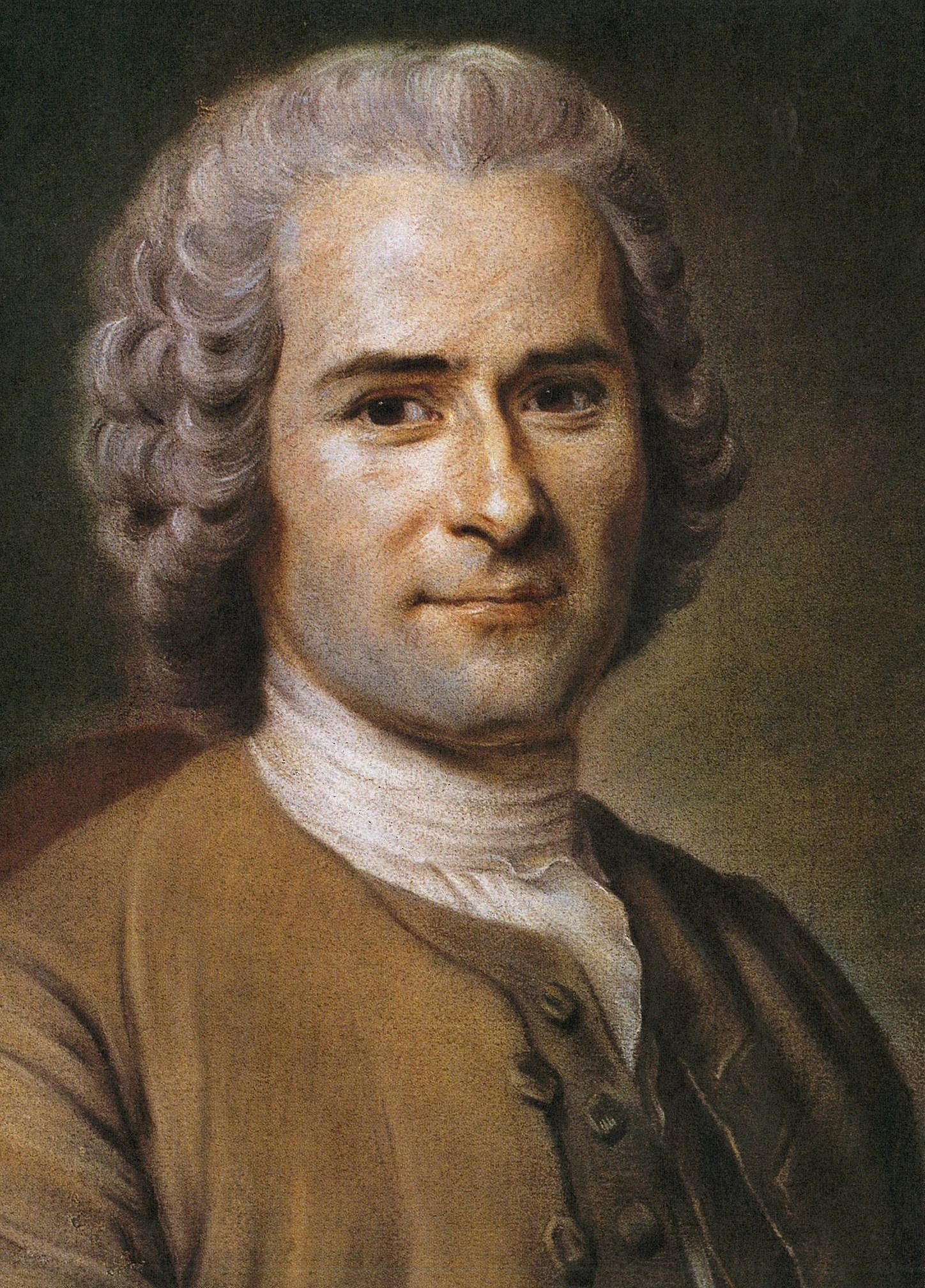
Jean-Jacques Rousseau, da un ritratto di Maurice Quentin de La Tour, 1753.

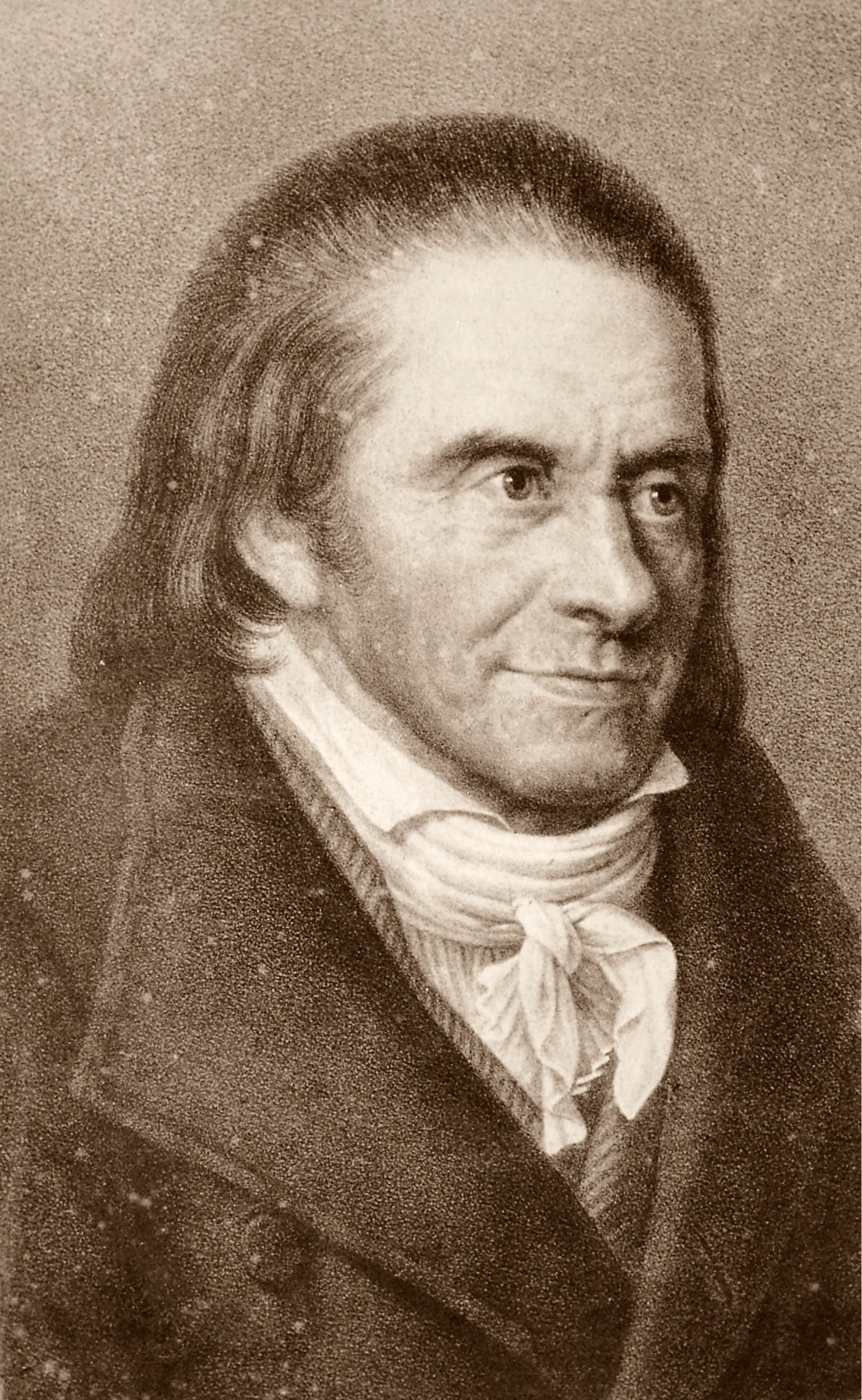
Johann Heinrich Pestalozzi.

In seguito, con l'illuminismo, Rousseau teorizzò una nuova forma di pedagogia che riformulando il concetto cristiano del male, prescindeva dalla nozione di peccato originale. Autore della teoria del "buon selvaggio", Rousseau riteneva infatti che l'uomo fosse "buono" per natura: la corruzione e l'inclinazione al male per lui vengono dal di fuori, avendo origine cioè dagli ordinamenti della società. Nell'Emilio (1762), egli trattava pertanto di un'educazione del fanciullo allo stato di natura, fuori dalla società. Questa teorizzazione ha ispirato la fondazione dei Centri Rousseau in Italia. Tra i massimi esponenti della pedagogia del XVIII secolo spicca anche Johann Heinrich Pestalozzi, autore del romanzo pedagogico Leonardo e Geltrude (1781). Tra i suoi più fervidi discepoli italiani, spicca Vincenzo Cuoco, i cui scritti pedagogici vennero raccolti e commentati,  a segno di vera e propria riscoperta, da Giovanni Gentile.
Immanuel Kant espresse una teoria con una forte spinta positiva nei confronti dell'uomo: la fiducia nell'essere umano porta il pensatore a vederlo come artefice di un miglioramento della sfera sociale. L'educare il fanciullo evitandogli completamente ogni rapporto con la realtà lo porterà ad una formazione tale da riuscire a cambiare in meglio la società che lo ospita.
Nel XIX secolo spiccano le figure di Johann Friedrich Herbart. fondatore della pedagogia in ambito sia scientifico che accademico, e Friedrich Fröbel, noto per aver creato il concetto di 'Kindergarten (Giardino d'infanzia) (odierna scuola dell'infanzia).
Il teorico del positivismo Auguste Comte così come il sociologo Émile Durkheim sostenevano che l'educazione dovesse portare l'individuo a condividere l'ethos della società, per consentirne il progresso e che di conseguenza dovesse essere sovraordinata a deterministica.
Di diverso avviso Herbert Spencer, il quale rifacendosi a Darwin considerava l'evoluzione come un processo evolutivo che dovesse coinvolgere il corpo (in fondo l'uomo è un animale che deve essere pronto per la guerra) e la mente (razionalità scientifica). Il filosofo britannico riteneva che i valori etici dipendessero dalla società e per questo l'educazione morale doveva rifarsi alla comprensione empirica dei propri errori. Rispetto ai pensatori francesi Spencer riteneva che l'educazione dovesse portare allo sviluppo personale della persona, secondo le sue aspettative, di conseguenza con una maggiore dose di individualismo.
Ralph Waldo Emerson teorizzò un'educazione liberale, senza restrizioni perché quelle verranno da sé se si impianterà un atteggiamento morale perfezionistico, che prevede sempre scopi elevati, associato alla fiducia in sé e nella capacità di utilizzo dei propri talenti.
Il sociologo Émile Durkheim, al contrario di Rousseau, è restio ad educare astraendo completamente dalla realtà sociale, poiché ciò porterebbe ad una ritorsione dei costumi della comunità contro il soggetto stesso, se questi non li rispettasse. Ogni società ha delle regole che, se non conosciute, vengono innocentemente ignorate, causando situazioni "illecite" che possono ritorcersi contro l'autore.

## XX secolo

Maria Montessori.

Nel XX secolo spicca, tra gli altri, la figura di Maria Montessori, nota nel mondo per il metodo Montessori, autrice del saggio La scoperta del bambino (1950). Nel 1907 nacque così a Roma la prima Casa dei Bambini, in cui venne applicato il Metodo Montessori.  Importante anche il contributo pedagogico di  Giovanni Gentile, autore del Sommario di pedagogia come scienza filosofica (1912).